# 지단 이크발
지단 아마르 이크발(아랍어: زيدان عمار إقبال, Zidane Aamar Iqbal, 2003년 4월 27일 ~ )은 잉글랜드에서 태어난 이라크의 축구 선수로 현재 위트레흐트에서 미드필더로 활약하고 있다.